# Olympische Winterspiele 2002/Teilnehmer (Ungarn)
| Gelbes Symbol für Goldmedaillen mit stilisierten Olympischen Ringen | Graues Symbol für Silbermedaillen mit stilisierten Olympischen Ringen | Braundes Symbol für Bronzemedaillen mit stilisierten Olympischen Ringen |
| ------------------------------------------------------------------- | --------------------------------------------------------------------- | ----------------------------------------------------------------------- |
| —                                                                   | —                                                                     | —                                                                       |

Ungarn nahm an den Olympischen Winterspielen 2002 im US-amerikanischen Salt Lake City mit einer Delegation von 25 Athleten in sieben Disziplinen teil, davon 14 Männer und 11 Frauen. Ein Medaillengewinn gelang keinem der Athleten.
Fahnenträgerin bei der Eröffnungsfeier war die Eisschnellläuferin Krisztina Egyed.

## Teilnehmer nach Sportarten

### Biathlon
Männer
- Imre Tagscherer
10 km Sprint: 75. Platz (29:08,6 min)
20 km Einzel: 70. Platz (59:51,8 min)

Frauen
- Zsuzsanna Bekecs
7,5 km Sprint: 67. Platz (25:42,1 min)
15 km Einzel: 65. Platz (1:00:40,7 h)

- Ivett Szöllősi
7,5 km Sprint: 71. Platz (27:17,6 min)
15 km Einzel: 58. Platz (56:34,8 min)

### Bob
Männer, Vierer
- Nicholas Frankl, Márton Gyulai, Péter Pallai, Bertalan Pintér, Zsolt Zsombor (HUN-1)
23. Platz (3:14,55 min)

Frauen
- Ildikó Strehli, Éva Kürti (HUN-1)
13. Platz (1:39,91 min)

### Eiskunstlauf
Männer
- Zoltán Tóth
25. Platz (nicht für die Kür qualifiziert)

Frauen
- Júlia Sebestyén
8. Platz (11,0)

### Eisschnelllauf
Männer
- Zsolt Baló
500 m: 31. Platz (72,93 s)
1000 m: 31. Platz (1:10,57 min)
1500 m: 30. Platz (1:48,27 min)

Frauen
- Krisztina Egyed
500 m: 27. Platz (79,28 s)
1000 m: 24. Platz (1:17,11 min)
1500 m: 23. Platz (1:59,86 min)

### Shorttrack
Männer
- Balázs Knoch
500 m: 18. Platz (im Vorlauf ausgeschieden)
1000 m: 20. Platz (im Vorlauf ausgeschieden)
1500 m: 24. Platz (im Vorlauf ausgeschieden)

- Krisztián Szabó
500 m: 23. Platz (im Vorlauf ausgeschieden)

- Kornél Szántó
1000 m: 21. Platz (im Vorlauf ausgeschieden)
1500 m: 23. Platz (im Vorlauf ausgeschieden)

Frauen
- Eva Farkas
1500 m: 25. Platz (im Vorlauf ausgeschieden)

- Szandra Lajtos
500 m: 28. Platz (im Vorlauf ausgeschieden)
1000 m: 19. Platz (im Vorlauf ausgeschieden)

- Marianna Nagy
500 m: 26. Platz (im Vorlauf ausgeschieden)
1000 m: 25. Platz (im Vorlauf ausgeschieden)
1500 m: 23. Platz (im Vorlauf ausgeschieden)

### Ski Alpin
Männer
- Péter Vincze
Super-G: 34. Platz (1:50,40 min)
Riesenslalom: 56. Platz (2:46,73 min)
Slalom: 33. Platz (2:15,57 min)

Frauen
- Márta Vastagh Regős
Riesenslalom: 44. Platz (2:52,50 min)
Slalom: Rennen nicht beendet

### Skilanglauf
Männer
- Mátyás Holló
1,5 km Sprint: 60. Platz (3:15,11 min)
20 km Verfolgung: 75. Platz (33:15,1 min)

- Imre Tagscherer
1,5 km Sprint: 49. Platz (3:05,98 min)
20 km Verfolgung: 74. Platz (33:10,6 min)

- Zoltán Tagscherer
1,5 km Sprint: 40. Platz (3:01,90 min)
30 km Freistil: 66. Platz (1:30:50,1 h)

Frauen
- Zsófia Gottschall
1,5 km Sprint: 54. Platz (3:42,98 min)
10 km Verfolgung: 70. Platz (17:36,6 min)